# セラトピア土岐
セラトピア土岐（セラトピアとき）は、岐阜県土岐市にある土岐市の陶磁器産業・文化普及支援施設である。

## 概要
正式名称は土岐市産業文化振興センター・セラトピア土岐。
館内は美濃焼による陶壁が施されるなどし、スポーツイベントなどを開催する多目的ホールのほか、美術ギャラリー、美濃焼ギャラリーなどがある。
2階にはパソコン講座などを行う土岐市市民ITセンターが入居している。建物は地域の景観の形成に貢献しているとして1994年（平成6年）度に第1回岐阜県21世紀ふるさとづくり芸術賞（優秀賞）を受賞している。
2012年（平成24年）のぎふ清流国体ではウエイトリフティングの会場となった。

## 館内
1階
- 大ホール - 展示会、見本市などに利用出来るほか、テニスやバレーボールなどのスポーツも行う事が出来る多目的大ホール。イベントの規模に応じて広さを3分割する事が可能。
- 美術ギャラリー - スライディングウォール、スポットライト、ピクチャーレールなどを装備する美術展示場。
- 美濃焼展示室 - 美濃焼を展示しPRする場。
- エントランスホール
- 和展示室 - 和室の展示場。40畳敷。
- 和室 - 18畳敷。
- 催事コーナー - 小規模な個展などに利用できるコーナー。
- 応接室
- 事務室

2階
- 小ホール - 会議や展示会、飲食を伴う会合も行える多目的なホール。
- 美濃焼歴史コーナー - 食文化を通した美濃焼の歴史の紹介。
- 談話コーナー
- パソコンコーナー

3階
- 特別会議室 - 3カ国語による国際会議のできる同時通訳設備を備えた会議室。収容人数20人 - 24人。
- 大会議室 - 収容人数144人。
- 会議室 - 3室あり1室当り収容人数20人 - 28人。間仕切りがスライディングウォールのため部屋割りの変更が可能。
- 応接室
- ロビー

## 概要
- 休館日：年末年始（12月28日 - 1月4日）
- 開館時間：9時 - 22時
- 駐車場：250台（無料）

## アクセス
- JR中央本線 土岐市駅より徒歩で約5分。